# Mannington
Mannington és una població dels Estats Units a l'estat de Virgínia de l'Oest. Segons el cens del 2000 tenia 2.124 habitants.

## Demografia
Segons el cens del 2000, Mannington tenia 2.124 habitants, 884 habitatges, i 625 famílies. La densitat de població era de 707 habitants per km².
Dels 884 habitatges en un 28,3% hi vivien nens de menys de 18 anys, en un 52,7% hi vivien parelles casades, en un 14,4% dones solteres, i en un 29,2% no eren unitats familiars. En el 26,4% dels habitatges hi vivien persones soles el 17,4% de les quals corresponia a persones de 65 anys o més que vivien soles. El nombre mitjà de persones vivint en cada habitatge era de 2,4 i el nombre mitjà de persones que vivien en cada família era de 2,88.
Per edats la població es repartia de la següent manera: un 23% tenia menys de 18 anys, un 7,8% entre 18 i 24, un 25,3% entre 25 i 44, un 24,7% de 45 a 60 i un 19,2% 65 anys o més.
L'edat mediana era de 40 anys. Per cada 100 dones de 18 o més anys hi havia 82,9 homes.
La renda mediana per habitatge era de 26.806 $ i la renda mediana per família de 31.852 $. Els homes tenien una renda mediana de 25.078 $ mentre que les dones 19.464 $. La renda per capita de la població era de 13.036 $. Entorn del 12,7% de les famílies i el 18,3% de la població estaven per davall del llindar de pobresa.

## Poblacions més properes
El següent diagrama mostra les poblacions més properes.